# Маргарита (фильм, 2015)
«Маргари́та» (фр. Marguerite) — драматический фильм 2015 года режиссёра Ксавье Джанноли. Мировая премьера картины состоялась 4 сентября 2015 на 72-м Венецианском кинофестивале, где он принимал участие в основной конкурсной программе. Фильм получил 11 номинаций в 10 категориях на получение кинопремии «Сезар» 2016 года, в четырёх из которых получил награды.

## Сюжет
Действие фильма происходит после Первой мировой войны, в 1920 году. Аристократка Маргарита Дюмон любит петь и часто собирает всех гостей в своём доме, где все слушают её пение. Маргарита поет искренне, но очень фальшиво. Сама певица ничего не знает о том, что её пение ужасно. Муж, родственники и друзья поддерживают Маргариту, и она продолжает жить в иллюзии. Маргарита решила спеть в опере и для этого решила нанять Атоса Пеццини в качестве репетитора. Дворецкий Дюмонов, Мадельбос, шантажировал Пеццини, чтобы он учил Маргариту, несмотря на то, что она не умеет петь. Во время оперы Маргарите неожиданно стало плохо, и её увезли в больницу. Мадельбос с врачом решили дать послушать Маргарите, как она сама поет. Муж Маргариты, Жорж, узнав, что Маргарите хотят дать послушать её пение, сразу мчится в больницу, чтобы всё это остановить. Жорж не успел, а Маргарита, послушав, как она сама поёт, упала в обморок.

## В ролях
- Катрин Фро — Маргарита Дюмон
- Андре Маркон — Жорж Дюмон
- Мишель Фо — Атос Пеццини / Диво
- Дени Мпунга — Мадельбо
- Криста Тере — Азель
- Сильвен Дьюэд — Люсьен Бомон

## Награды и номинации
| Награды и номинации фильма «Маргарита» | Награды и номинации фильма «Маргарита» | Награды и номинации фильма «Маргарита» | Награды и номинации фильма «Маргарита»          | Награды и номинации фильма «Маргарита» | Награды и номинации фильма «Маргарита» |
| Год                                    | Кинофестиваль/кинопремия               | Категория/награда                      | Номинация                                       | Результат                              |                                        |
| -------------------------------------- | -------------------------------------- | -------------------------------------- | ----------------------------------------------- | -------------------------------------- | -------------------------------------- |
| 2015                                   | Приз Луи Деллюка                       | Лучший фильм                           | Маргарита                                       | Номинация                              |                                        |
| 2015                                   | 72-й Венецианский кинофестиваль        | Золотой лев                            | Маргарита                                       | Номинация                              |                                        |
| 2015                                   | 72-й Венецианский кинофестиваль        | Премия Green Drop                      | Ксавье Джанноли                                 | Номинация                              |                                        |
| 2015                                   | 72-й Венецианский кинофестиваль        | Премия Nazareno Taddei                 | Ксавье Джанноли                                 | Победа                                 |                                        |
| 2016                                   | Премия «Люмьер»                        | Лучший фильм                           | Ксавье Джанноли (режиссёр)                      | Номинация                              |                                        |
| 2016                                   | Премия «Люмьер»                        | Лучший режиссёр                        | Ксавье Джанноли                                 | Номинация                              |                                        |
| 2016                                   | Премия «Люмьер»                        | Лучшая актриса                         | Катрин Фро                                      | Победа                                 |                                        |
| 2016                                   | Премия «Люмьер»                        | Лучший сценарий                        | Ксавье Джанноли                                 | Номинация                              |                                        |
| 2016                                   | Премия Магритт                         | Лучший фильм иностранного производства | Маргарита                                       | Номинация                              |                                        |
| 2016                                   | Премия «Сезар»                         | Лучший фильм                           | Ксавье Джанноли, Оливье Дельбоск, Марк Миссонье | Номинация                              |                                        |
| 2016                                   | Премия «Сезар»                         | Лучшая режиссура                       | Ксавье Джанноли                                 | Номинация                              |                                        |
| 2016                                   | Премия «Сезар»                         | Лучшая актриса                         | Катрин Фро                                      | Победа                                 |                                        |
| 2016                                   | Премия «Сезар»                         | Лучший актёр второго плана             | Мишель Фо                                       | Номинация                              |                                        |
| 2016                                   | Премия «Сезар»                         | Лучший актёр второго плана             | Андре Маркон                                    | Номинация                              |                                        |
| 2016                                   | Премия «Сезар»                         | Лучший оригинальный сценарий           | Ксавье Джанноли                                 | Номинация                              |                                        |
| 2016                                   | Премия «Сезар»                         | Лучшие костюмы                         | Пьер-Жан Ларрок                                 | Победа                                 |                                        |
| 2016                                   | Премия «Сезар»                         | Лучшие декорации                       | Мартин Курель                                   | Победа                                 |                                        |
| 2016                                   | Премия «Сезар»                         | Лучшая операторская работа             | Глинн Спекарт                                   | Номинация                              |                                        |
| 2016                                   | Премия «Сезар»                         | Лучший монтаж                          | Сирил Накаш                                     | Номинация                              |                                        |
| 2016                                   | Премия «Сезар»                         | Лучший звук                            | Франсуа Мюзи, Габриэль Хафнер                   | Победа                                 |                                        |